# Протасій II
Протасій (Пасько) II (д/н —після 1539) — церковний діяч часів Великого князівства Литовського.

## Життєпис
Походив зі заможного шляхетського роду. Ймовірно був братом (можливо лише духовним) київського митрополита Мака́рія II. Був одним з перших ченців Свято-Тоїцького Дорогобузького монастиря. По смерті Іоакима, архімандрита Києво-Печерського монастиря, за клопотанням митрополита Макарія II і королеви Бони отримав настоятельства цього монастиря, що засвідчила королівська грамота від 15 січня 1537 року. 
Намагався поліпшити моральний рівень ченців, докладав зусилля щодо відновлення належної освіти. За деякими відомостями заснував монастирську типографію за підтримки князя Костянтина Івановича Острозького.
Протасій II одержав грамоту королівську на волость Зебровичі і на митний збір на Дніпрі, а сам заповів Печерському монастирю численні свої селища і села.
Разом з тим стикнувся з амбіціями якогось Гедеона, якого 1538 року названо архімандритом монастиря. Можливо той виклопотував або викупив настоятельство у короля Сигізмунда I. Втім владу в Печерському монастирі зберігав Протасій II. Проте близько 1539 року втратив архімандрію, або помер. Новим архімандритом став Софроній I.